# Samarangopus browni
Samarangopus browni är en mångfotingart som beskrevs av Paul Auguste Remy 1956. Samarangopus browni ingår i släktet Samarangopus och familjen Eurypauropodidae. Inga underarter finns listade i Catalogue of Life.